# Isotornis nephelobathra
Isotornis nephelobathra är en fjärilsart som beskrevs av Edward Meyrick 1935. Isotornis nephelobathra ingår i släktet Isotornis och familjen spinnmalar. Inga underarter finns listade i Catalogue of Life.